# چهار عروسی و یک تشییع جنازه
چهار عروسی و یک تشییع جنازه (به انگلیسی: Four Weddings and a Funeral) فیلمی ۱۱۷ دقیقه‌ای به کارگردانی مایک نیوول با بازی هیو گرانت محصول بریتانیا است.

## داستان فیلم
فیلم گروهی از دوستان را نشان می‌دهد که برگزارکننده مراسم عروسی و عزا هستند. یکی از این افراد به نام چارلز (با بازی هیو گرانت) دختری به نام کاری (با بازی اندی مک‌داول) را در چهار عروسی و یک عزا ملاقات می‌کند و به او علاقه‌مند می‌شود.